# Etere diisopropilico
L'etere diisopropilico (o etere isopropilico) è un composto chimico appartenente alla classe degli eteri alifatici; è un etere simmetrico, isomero dell'etere dipropilico.
A temperatura ambiente si presenta come un liquido incolore volatile e molto infiammabile, dall'odore etereo un po' spiccato e miscibile con tutti i comuni solventi organici. In acqua è meno solubile dell'etere dietilico (0,2 g/100 mL a 20 °C contro 6,05 g/100 mL a 25 °C) e, parallelamente, ha un maggiore coefficiente di ripartizione 1-ottanolo/acqua (log Pow = 2,00 contro 0,87) e ciò a volte è un vantaggio nelle estrazioni di miscele di reazione in mezzi acquosi o loro emulsioni. Rispetto al comune etere la molecola è leggermente meno polare (μ = 1,13 D contro 1,15 D) e il liquido, di costante dielettrica similmente bassa (4,0 e 4,3), non è così tanto volatile (Teb. = 67 °C contro 34 °C). Come altri eteri, può formare perossidi esplosivi. È talvolta indicato con l'abbreviazione "DIPE". 
Può essere utilizzato come solvente per l'estrazione di acido lattico in seguito alla sua produzione per via biotecnologica.
È ottenuto industrialmente come sottoprodotto nella produzione di isopropanolo mediante idratazione del propene.

## Usi
Mentre a 20 °C, l'etere dietilico scioglie l'1% in peso di acqua, l'etere diisopropilico ne scioglie solo lo 0,88%. È usato come solvente specializzato per rimuovere o estrarre composti organici polari da soluzioni acquose, ad es. fenoli, etanolo, acido acetico. È stato usato come agente antidetonante.

## Sicurezza
L'etere diisopropilico può formare perossidi esplosivi stando in aria per lunghi periodi. Questa reazione procede più facilmente rispetto all'etere etilico, a causa del carbonio secondario vicino all'atomo di ossigeno. Possono essere utilizzati antiossidanti per prevenire questo processo. Il solvente immagazzinato deve quindi essere testato per la presenza di perossidi più spesso (raccomandato una volta ogni 3 mesi rispetto a una volta ogni 12 per l'etere etilico). I perossidi possono essere rimossi agitando l'etere con una soluzione acquosa di solfato ferroso o metabisolfito di sodio. Per motivi di sicurezza, il metil ter-butil etere viene spesso utilizzato come solvente alternativo.